# 白良輔
白良輔（1425年—？），字舜臣，河南河南府洛陽縣人，民籍，明朝政治人物。同進士出身。

## 生平
河南鄉試第三十九名。景泰二年（1451年）辛未科會試第一百二十一名，殿試登進士第三甲第七十六名。官監察御史。

## 家族
曾祖父白仁。祖父白春。父亲白福。
與閻禹錫同為薛瑄的弟子。